# 阿梅库尔
阿梅库尔（法語：Amécourt，法語發音：[amekuʁ]）是法国厄尔省的一个市镇，属于莱桑德利区。

## 地理
阿梅库尔（49°22'47"N, 1°44'4"E）面积6.01 平方千米，位于法国诺曼底大区厄尔省，该省份为法国北部内陆省份，北起滨海塞纳省，西接奧恩省和卡爾瓦多斯省，南至厄尔-卢瓦省，东临瓦兹省、瓦兹河谷省和伊夫林省。
与阿梅库尔接壤的市镇（或旧市镇、城区）包括：埃普特河畔巴赞库尔、布什维利耶、埃贝库尔、迈讷维尔、塞里方丹、塔尔蒙捷。

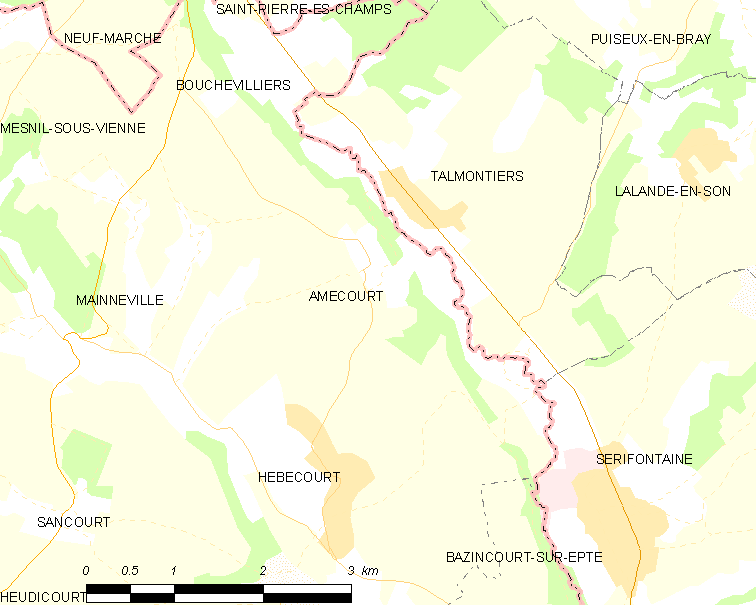
阿梅库尔的OSM定位图

阿梅库尔的时区为UTC+01:00、UTC+02:00（夏令时）。

## 行政
阿梅库尔的邮政编码为27140，INSEE市镇编码为27010。

## 政治
阿梅库尔所属的省级选区为日索尔县。

## 人口

1962-2008年间阿梅库尔人口变化图示

阿梅库尔于2022年1月1日时的人口数量为174人。